# John Stauber
John Stauber (né en 1953) est un défenseur des droits de l’homme et de l’environnement, journaliste, auteur militant et éditeur américain. Il a fondé le Center for Media and Democracy (en) (CMD), une organisation à but non lucratif de surveillance des relations publiques et de défense des droits de l'homme. Il a coécrit avec Sheldon Rampton six livres sur la propagande gouvernementale américaine, les intérêts privés, l’influence des lobbys et l'industrie des relations publiques.

## Famille
Stauber naît en 1953 et grandit à Marshfield dans l’État du Wisconsin, dans une famille républicaine et conservatrice. À la fin des années 1960, alors qu’il est encore au lycée, la guerre du Vietnam provoque chez lui une prise de conscience : il devient militant pacifiste et activiste environnemental. Il organise alors le soutien des étudiants au mouvement local des droits civiques, en s'organisant contre la guerre des États-Unis au Vietnam et en mettant en place une journée d'enseignement dirigé par des étudiants pour le premier Jour de la Terre en 1970. Il décide de ne pas poursuivre ses études et de se former en autodidacte.

## Carrière

### Engagements environnementaux
Dès ses vingt ans, Stauber s'engage contre la pulvérisation aérienne d'agent orange. En 1973, il fonde la Coalition for Economic Alternatives, qu'il dirige jusqu'en 1979, qui parvient à faire interdire la pulvérisation aérienne d’agent orange dans le Wisconsin par le Service des forêts des États-Unis. Il réitère le même succès à l'échelle nationale lorsqu'il fonde ensuite la Citizens National Forest Coalition en 1978 : un an plus tard, en 1979, la pulvérisation aérienne de ce pesticide est interdite dans toutes les forêts nationales des États-Unis. 

Il conseille également l’association de vétérans américains Citizen Soldier Law dans son travail fondateur de dénonciation auprès du grand public des dommages subis par les soldats américains durant la guerre du Vietnam à cause de l'utilisation de l'agent orange par le Pentagone,. 

En 1979, Stauber cofonde Stop Project E.L.F., une association qui organise l'opposition citoyenne et politique au système de communication nucléaire de la marine américaine appelé ELF, pour extremely low frequencies (ou en français « extrêmement basse fréquence »), en raison des impacts environnementaux d’un tel dispositif.

De 1988 à 1993, Stauber est directeur et chercheur pour la Foundation on Economic Trends, créée et dirigée par l'auteur et activiste Jeremy Rifkin, une organisation à but non lucratif dont la mission est d'examiner les tendances émergentes en science et technologie, et leurs impacts sur l'environnement, l'économie, la culture et la société. Là, il a dénoncé la commercialisation de l'hormone de croissance bovine génétiquement modifiée de Monsanto.

### Wisconsin Coordinating Council on Nicaragua
Stauber est proche de Jeremy Rifkin, qui le sensibilise à la promotion de la démocratie économique et la révélation du pouvoir des sociétés mondiales et des lobbys. De 1985 à 1988, Stauber est le premier directeur du Wisconsin Coordinating Council on Nicaragua (en) (WCCN - qui deviendra « Working Capital for Community Needs » en 2010), une organisation à but non lucratif qui s'oppose aux interventions militaires de l'administration Reagan en Amérique centrale et œuvre à promouvoir le développement économique, les droits de l'homme et l'amitié mutuelle entre les États-Unis et le Nicaragua. C'est là qu'il rencontre Sheldon Rampton, qui y travaille afin de créer un programme de crédit alternatif au Nicaragua.

### Center for Media and Democracy
Lorsqu'il était chercheur pour la Foundation on Economic Trends et qu'il enquêtait sur l'hormone de croissance bovine génétiquement modifiée de Monsanto, Stauber a été espionné par des employés de Burson-Marsteller, l'immense lobby et cabinet de relations publiques travaillant pour Monsanto. Cette expérience l'inspire pour créer, en 1993, le Center for Media and Democracy (CMD), une organisation à but non lucratif de surveillance des relations publiques et de défense des droits de l'homme, dont le siège est basé à Madison, dans le Wisconsin. En 1995, Stauber fait équipe avec Sheldon Rampton pour co-éditer PR Watch, le site Web de reportage d'investigation du CMD, dont le but est de dénoncer la désinformation du gouvernement américain et des grandes entreprises, en menant « des enquêtes approfondies et primées sur la corruption qui mine notre démocratie, notre environnement et notre prospérité économique ». Stauber et Rampton sont vivement critiqués par les lobbys ; par exemple, ActivistCash, un site Web hébergé par le lobbyiste Richard Berman (en), qui fait du lobbying au profit de la restauration rapide, de la viande , des industries de l'alcool et du tabac, les a accusés d'être des « alarmistes de gauche » et des « chiens de garde progressistes ». Pour Stauber, l'influence des lobbys est toujours plus importante aux États-Unis, au point que le pays ne serait même plus une démocratie : « Les États-Unis sont en effet une oligarchie, une ploutocratie [...]. Les super-riches dont les intérêts sont liés à Wall Street, aux sociétés mondiales et à ce qu’Eisenhower a appelé le complexe militaro-industriel, possèdent et contrôlent à la fois les Partis Républicain et Démocrate et leurs candidats. Ce monopole partagé empêche tout parti anti-oligarchie d’émerger efficacement pour les concurrencer, en raison de leurs lois truquées au niveau de l’État pour l’établissement et le financement des partis politiques nationaux. [...] C’est un drôle de système, une fraude totale sur la démocratie, maquillée de façon à ressembler à la démocratie. »

Stauber et Sheldon écrivent ensemble six livres : le premier, Trust Us, We're Experts, examine la façon dont l'industrie manipule la science ; le deuxième, Toxic Sludge is Good for You, rend compte de l'histoire et la portée actuelle de l'industrie des relations publiques, et le troisième, Mad Cow USA, interrogeait la possible apparition de la maladie de la vache folle aux États-Unis (ce qui arrive finalement en 2003. En juillet 2003, Stauber et Sheldon Rampton écrivent Weapons of Mass Deception: The Uses of Propaganda in Bush's War on Iraq, qui affirme que l'administration Bush a trompé le public américain en soutenant la guerre en Irak. En 2004, les deux co-auteurs publient Banana Republicans : leur thèse est que le Parti républicain transformait les États-Unis en un État à parti unique. Le livre soutient que l'extrême droite et ses fonctionnaires dans les médias, l'establishment du lobbying et le système électoral sapent la dissidence et étouffent la politique pluraliste aux États-Unis. En 2006 paraît The Best War Ever: Lies, Damned Lies, and the Mess in Iraq, qui fait le bilan, trois ans plus tard, des inquiétudes et des critiques qu'ils émettaient déjà dans Weapons of Mass Deception. Pour leur ouvrage Trust Us, We're Experts!: How Industry Manipulates Science and Gambles with Your Future, Rampton et Stauber obtiennent en 2001 l'Orwell Award (en), qui est décerné chaque année par le National Council of Teachers of English à « des auteurs ayant apporté une contribution exceptionnelle à l'analyse critique du discours public ».

### Aujourd'hui
Stauber prend sa retraite en 2009, après avoir dirigé le CMD pendant 16 ans. Aujourd’hui, il fait toujours partie du conseil d’administration de plusieurs organisations militantes :

- le Community Environmental Legal Defense Fund (CELDF), un cabinet d'avocats d'intérêt public à but non lucratif fournissant des services juridiques gratuits et abordables aux communautés exposées à des menaces pour leur environnement local, l'agriculture locale, l'économie locale et la qualité de vie. [Leur] mission est de construire des communautés durables en aidant les gens à faire valoir leur droit à l'autonomie locale et les droits de la nature[16].
- le Fluoride Action Network, une association de santé publique qui dénonce la toxicité du fluorure, qui, s’il est connu pour être ajouté à certains systèmes publics de distribution de l’eau et à de nombreux produits dentaires dans le but de prévenir les caries, est moins connu pour être un polluant atmosphérique industriel majeur, ingrédient clé de certains pesticides, qui cause un défaut dentaire qui touche actuellement plus de 40% des adolescents américains, et d’une maladie des os dévastatrice qui affecte des millions de personnes dans le monde[17].
- l’Organic Consumers Association (en), une organisation d’initiative populaire à but non lucratif, et la seule aux États-Unis qui se concentre exclusivement sur la promotion des opinions et des intérêts des quelque 50 millions de consommateurs de produits alimentaires et autres produits biologiques et socialement responsables. Leur objectif est de protéger et défendre le droit des consommateurs à des aliments et autres produits de consommation sûrs et sains, à un système alimentaire et agricole juste, et à un environnement riche en biodiversité et exempt de polluants[18].
- la Liberty Tree Foundation for the Democratic Revolution (en), une organisation non gouvernementale américaine « ancrée dans la conviction que la révolution américaine est une tradition vivante dont la plus grande promesse est la démocratie ». Leur objectif est de favoriser un large mouvement démocratique aux États-Unis. Leurs programmes comprennent la démocratisation des élections, la démocratisation de l'éducation et la démocratie locale[19].